# 韩公叔
韩公叔（?—?），又作公叔，战国时期韩国的大臣。
韩宣惠王时，公叔与相国公仲相争执掌国政，不得宠。前300年（韓襄王十二年），太子婴去世，他拥立公子咎为太子。与公子几瑟对立。韩襄王去世后，公子咎即位为韩釐王，公叔于是居于公仲之上。